# Leo Bei (costumier)
Leo Albert Bei (né le 9 novembre 1918 à Vienne, mort le 24 septembre 2005 dans la même ville) est un costumier autrichien.
Il est le père du musicien Leo Bei.

## Biographie
Leo Bei est le fils du créateur de costumes Albert Bei qui travaille pendant quarante ans avec Gustav Ucicky. Ses parents fondent l'un des principaux ateliers de costumes à Vienne pendant la monarchie autrichienne. Leo Bei devient tailleur après des études de droit et vient au cinéma à la maison peu après la fin de la Seconde Guerre mondiale et sous la direction de son père en 1947, il fait ses débuts dans Singende Engel d'Ucicky.
À partir du début des années 1950, Leo conçoit régulièrement des costumes pour des films autrichiens, plusieurs fois en collaboration avec le célèbre collègue Gerdago, avec lequel il a conçu un grand nombre de robes élaborées pour les films historiques et musicaux, comme la série Sissi.
Au début des années 1960, Bei travaille pour les productions américaines créées en Autriche par la Walt Disney Company. Après 1963, il se détourne souvent du cinéma et supervise techniquement les costumes. Il travaille seulement pour deux ambitieuses productions scéniques préparées pour la télévision, l'adaptation des opéras Fidelio et Carmen. Sur Fidelio, il collabore avec Leonard Bernstein. Sinon, il se consacre entièrement au théâtre : il est à la tête du secteur des costumes de l'entreprise Bundestheater et de 1977 à 1980, directeur des opérations et directeur adjoint du Burgtheater. En 1996, il reçoit la médaille de Filmarchiv Austria. Jusqu'en 2001, Bei est actif en tant que concepteur de costumes. Il conçoit en dernier des costumes pour Il campiello de Carlo Goldoni pour le Sommerspiele Perchtoldsdorf.

## Filmographie
- 1947 : Singende Engel
- 1951 : La Guerre des valses
- 1951 : Hallo Dienstmann
- 1952 : Abenteuer in Wien (de)
- 1952 : Vienne, premier avril an 2000
- 1953 : Du bist die Welt für mich (de)
- 1953 : Franz Schubert – Ein Leben in zwei Sätzen (de)
- 1954 : Le Tzarévitch
- 1954 : Les Jeunes Années d'une reine
- 1955 : Mam'zelle Cri-Cri
- 1955 : Zwei Herzen und ein Thron (de)
- 1955 : Le Congrès s'amuse
- 1955 : Sissi
- 1956 : Sonnenschein und Wolkenbruch
- 1956 : Rosemarie kommt aus Wildwest
- 1956 : Bal à l'Opéra
- 1956 : Sissi impératrice
- 1957 : Der König der Bernina (de)
- 1957 : Le Plus Beau Jour de ma vie
- 1957 : Vacances au Tyrol
- 1957 : Sissi face à son destin
- 1958 : Wenn die Bombe platzt (de)
- 1958 : Le ciel n'est pas à vendre
- 1958 : La Maison des trois jeunes filles
- 1959 : Gitarren klingen leise durch die Nacht
- 1960 : Le Brave Soldat Chvéïk
- 1962 : Presque des anges
- 1963 : Le Grand Retour
- 1964 : Émile et les Détectives
- 1978 : Fidelio (TV)
- 1978 : Carmen (TV)